# 三橡城 (佛羅里達州)
三橡城（英語：Three Oaks）是位於美國佛羅里達州李縣的一個人口普查指定地區。

## 地理
三橡城的座標為26°28′04″N 81°47′45″W / 26.46778°N 81.79583°W，而該地最高點為海拔高度5米（即16英尺）。

## 人口
根據2010年美國人口普查的數據，三橡城的面積為3.40平方千米，當中陸地面積為3.40平方千米，而水域面積為0.00平方千米。當地共有人口2255人，而人口密度為每平方千米663人。